# یوری ژیرکوف
یوری ژیرکوف (به روسی: Юрий Жирков) (زاده ۲۰ آگوست ۱۹۸۳ - تامبوف) بازیکن فوتبال اهل روسیه است.
وی تاکنون در تیم‌های اسپارتاک تامبوف، زسکا مسکو، چلسی و آنژی ماخاچکالا بازی کرده‌است، او همچنین ۱۰۵ بازی ملی برای تیم ملی فوتبال روسیه انجام داده‌است.یوری ژیرکوف ۱۲ فوریه ۲۰۲۳ رسما از دنیای فوتبال خداحافظی کرد.

## افتخارات
زسکا مسکو
- جام یوفا: ۲۰۰۵
- لیگ برتر فوتبال روسیه: ۲۰۰۵، ۲۰۰۶
- جام حذفی فوتبال روسیه: ۲۰۰۵، ۲۰۰۶، ۲۰۰۸، ۲۰۰۹
- سوپر جام فوتبال روسیه: ۲۰۰۴، ۲۰۰۶، ۲۰۰۷، ۲۰۰۹

چلسی
- لیگ برتر فوتبال انگلستان: ۱۰–۲۰۰۹
- جام حذفی فوتبال انگلستان: ۲۰۱۰

شخصی
- حضور در تیم منتخب جام ملت‌های اروپا ۲۰۰۸
- جام یوفا top assist: 2008–09[۸]